# Louis-Mathieu Molé
Louis-Mathieu Molé, también I Conde Molé de 1809 a 1815, fue un estadista francés y un amigo íntimo y colaborador de Luis Felipe I, rey de Francia durante la Monarquía de Julio (1830-1848).

## Biografía
Molé nació en París. Su padre, presidente del Parlamento de París, de la familia del célebre presidente mencionado más adelante, fue guillotinado durante el Terror. Los primeros años del Conde Molé transcurrieron en Suiza y en Inglaterra con su madre, pariente de Lamoignon-Malesherbes.
A su regreso a Francia, estudió en la Ecole Centrale des Travaux Publics, y su educación social se llevó a cabo en el salón de Pauline de Beaumont, amiga de Châteaubriand y Joubert. Un volumen de Essais de morale et de politique le dio a conocer a Napoleón, que lo incorporó al personal del Consejo de Estado. Fue nombrado maestro de peticiones en 1806, y al año siguiente prefecto de la Côte-d'Or, Consejero de Estado y director general de Puentes y Carreteras en 1809, y Conde del Imperio en otoño del mismo año.
Fue consejero de Napoleón en asuntos judíos y estuvo muy implicado en la reunión por Napoleón de un Gran Sanedrín judío en 1807. En un principio, Mole no apoyó la emancipación judía, aunque parece que moderó su postura a lo largo de su relación con el sanedrín y, en particular, con Abraham Furtado.
En noviembre de 1813, es nombrado Ministro de Justicia. Aunque reanudó sus funciones de director general durante los Cien Días, se excusó de ocupar su escaño en el Consejo de Estado y, al parecer, no se vio seriamente comprometido, ya que Luis XVIII confirmó su nombramiento como director general y le nombró par de Francia. Molé apoyó la política del duque de Richelieu, quien en 1817 le confió la dirección del Ministerio de Marina, que ocupó hasta diciembre de 1818.
Desde entonces, perteneció a la oposición moderada y aceptó sin entusiasmo el resultado de la revolución de 1830. Fue Ministro de Asuntos Exteriores en el primer gabinete del reinado de Luis Felipe, y se enfrentó a la tarea de reconciliar a las potencias europeas con el cambio de gobierno. Sin embargo, la verdadera dirección de los asuntos exteriores no estaba tanto en sus manos como en las de Talleyrand, que había ido a Londres como embajador del nuevo rey.
Tras unos meses en el cargo, Molé se retiró, y no fue hasta 1836 cuando la caída de Thiers le llevó a convertirse en Primer Ministro de un nuevo gobierno, en el que ocupó la cartera de Asuntos Exteriores. Una de sus primeras medidas fue la liberación de los exministros de Carlos X, y tuvo que hacer frente a las disputas con Suiza y al golpe de Estrasburgo de Luis Napoleón. Retiró la guarnición francesa de Ancona, pero prosiguió una política activa en México y en Argelia.
Rápidamente surgen diferencias personales y políticas entre Molé y su principal colaborador, Guizot, que desembocan en una ruptura abierta en marzo de 1837 ante la oposición general a una concesión al duque de Nemours. Tras algunos intentos de conseguir una nueva combinación, Molé reconstruyó su ministerio en abril, excluyendo a Guizot. Las elecciones generales de otoño no le proporcionaron nuevos apoyos en la Cámara de Diputados, mientras que ahora tenía que enfrentarse a una formidable coalición entre Guizot, el Centro Izquierda de Thiers y los políticos de la Izquierda Dinástica y la Izquierda Republicana. Molé, apoyado por Luis Felipe, se mantuvo firme frente a la hostilidad general hasta principios de 1839, cuando, tras agrias discusiones sobre el discurso, se disolvió la cámara. La nueva cámara mostró pocos cambios en la fuerza de los partidos, pero Molé dimitió el 31 de marzo de 1839.
Un año más tarde fue elegido miembro de la Academia Francesa, y aunque continuó hablando con frecuencia, no tomó parte importante en la política de partido. Luis Felipe buscó su ayuda en sus vanos esfuerzos por formar un ministerio en febrero de 1848. Tras la revolución, fue diputado por la Gironda en la Asamblea Constituyente, y en 1849 en la Asamblea Legislativa, donde fue uno de los líderes de la Derecha hasta que el golpe de Estado del 2 de diciembre de 1851 le apartó de la vida pública.
Murió en el castillo familiar de Champlâtreux, en Épinay (Seine-et-Oise), el 23 de noviembre de 1855, y fue enterrado en la pequeña iglesia del pueblo.